# Statistiche e record dell'Associazione Calcio ChievoVerona
Sono riportate in questa pagina le statistiche riguardanti l'Associazione Calcio ChievoVerona, società calcistica italiana con sede a Verona.

La scalata del ChievoVerona alla piramide calcistica italiana: piazzamenti nei campionati FIGC dal 1948 al 2011

## Partecipazione ai campionati

### Nazionali
| Livello | Categoria                 | Partecipazioni | Debutto   | Ultima stagione | Totale |
| ------- | ------------------------- | -------------- | --------- | --------------- | ------ |
| 1º      | Serie A                   | 17             | 2001-2002 | 2018-2019       | 17     |
| 2º      | Serie B                   | 10             | 1994-1995 | 2020-2021       | 10     |
| 3º      | Serie C1                  | 5              | 1989-1990 | 1993-1994       | 5      |
| 4º      | Serie D                   | 3              | 1975-1976 | 1977-1978       | 6      |
| 4º      | Serie C2                  | 3              | 1986-1987 | 1988-1989       | 6      |
| 5º      | Serie D                   | 4              | 1978-1979 | 2024-2025       | 9      |
| 5º      | Campionato Interregionale | 5              | 1981-1982 | 1985-1986       | 9      |

### Regionali e provinciali
Dal 1929 al 1944 il Chievo partecipò ai campionati del Comitato U.L.I.C. e S.P. di Verona.
- 3 campionati di Seconda Categoria U.L.I.C.
- 2 campionato di Seconda Categoria della Sezione Propaganda (S.P.)
- 1 campionato dei Fasci Giovanili di Combattimento della Sezione Propaganda (S.P.).

Dal 1945 al 1975 il Chievo partecipò ai campionati del Comitato Regionale Veneto.
- 12 campionati Veneti del massimo livello regionale (1 di Prima Divisione, 5 di Promozione e 6 di (Prima Categoria))
- 15 campionati del 2º livello regionale (3 di Seconda Divisione, 7 di Prima Divisione, 5 di Seconda Categoria).

## Coppe europee
La squadra scaligera conquistò la partecipazione alla Coppa UEFA già al suo primo campionato di A, posizionandosi quinta: la prima esperienza europea si risolse in un'immediata eliminazione contro i serbi della Stella Rossa, dopo un pari esterno e una sconfitta casalinga. Nella stagione 2002-03 i veronesi giunsero al settimo posto, mancando però l'accesso alle manifestazioni continentali in favore di una Roma ripescata avendo perso la finale di Coppa Italia.
Il medesimo risultato conseguito nel torneo 2005-06 valse un'altra qualificazione alla UEFA, prima che le sentenze relative a Calciopoli comportassero il quarto posto a tavolino per i gialloblù con un biglietto per i preliminari di Champions League: sconfitta dai bulgari del Levski Sofia, la compagine venne ripescata nella seconda manifestazione europea uscendo al primo turno contro i portoghesi del Braga.

### Risultati

#### Coppa UEFA 2002-2003
| Belgrado 19 settembre 2002, ore 20:00 CEST Primo turno - Andata | Stella Rossa | 0 – 0 referto | Chievo | Stadio Stella Rossa (30 000 spett.)\| Arbitro: \| Duhamel \| |
| Arbitro:                                                        | Duhamel      |               |        |                                                              |

| Arbitro: | Baskakov |

|  |           |                                 |
|  | Marcatori | 70’ Gvozdenović 86’ Milovanović |

#### UEFA Champions League 2006-2007
| Arbitro: | Jára |

|                                   |           |  |
| Domovchiyski 8’ Bardon 86’ (rig.) | Marcatori |  |

| Arbitro: | Batista |

|                 |           |                          |
| Amauri 48’, 81’ | Marcatori | 35’ Telkijski 47’ Bardon |

#### Coppa UEFA 2006-2007
| Arbitro: | Verbist |

|                                    |           |  |
| Paulo Jorge 5’ Wender 90+1’ (rig.) | Marcatori |  |

| Arbitro: | Dávila |

|                           |           |             |
| Tiribocchi 38’ Godeas 67’ | Marcatori | 104’ Wender |

### Statistiche
Statistiche aggiornate al 28 settembre 2006.
| Competizione          | Punti | In casa | In casa | In casa | In casa | In casa | In casa | In trasferta | In trasferta | In trasferta | In trasferta | In trasferta | In trasferta | Totale | Totale | Totale | Totale | Totale | Totale | D.R. |
| Competizione          | Punti | G       | V       | N       | P       | Gf      | Gs      | G            | V            | N            | P            | Gf           | Gs           | G      | V      | N      | P      | Gf     | Gs     | D.R. |
| --------------------- | ----- | ------- | ------- | ------- | ------- | ------- | ------- | ------------ | ------------ | ------------ | ------------ | ------------ | ------------ | ------ | ------ | ------ | ------ | ------ | ------ | ---- |
| UEFA Champions League | -     | 1       | 0       | 1       | 0       | 2       | 2       | 1            | 0            | 0            | 1            | 0            | 2            | 2      | 0      | 1      | 1      | 2      | 4      | −2   |
| Coppa UEFA            | -     | 2       | 1       | 0       | 1       | 2       | 3       | 2            | 0            | 1            | 1            | 0            | 2            | 4      | 1      | 1      | 2      | 2      | 5      | −3   |
| Totale                | -     | 3       | 1       | 1       | 1       | 4       | 5       | 3            | 0            | 1            | 2            | 0            | 4            | 6      | 1      | 2      | 3      | 4      | 9      | −5   |

#### Marcatori
- 2 reti: Amauri
- 1 rete: Godeas, Tiribocchi

## Statistiche di squadra
Il bilancio delle partite disputate dal ChievoVerona nelle competizioni professionistiche italiane ed europee:
| Torneo           | Periodo                          | Partite disputate | Partite vinte | Partite nulle | Partite perse | Goal fatti | Goal subiti |
| ---------------- | -------------------------------- | ----------------- | ------------- | ------------- | ------------- | ---------- | ----------- |
| Serie A          | 2001-2007; 2008-2019             | 574               | 177           | 163           | 224           | 607        | 711         |
| Serie B          | 1994-2001; 2007-2008; 2019- 2020 | 308               | 108           | 121           | 79            | 375        | 324         |
| Serie C1         | 1989-1994                        | 168               | 57            | 69            | 42            | 174        | 152         |
| Serie C2         | 1986-1989                        | 102               | 44            | 41            | 17            | 101        | 60          |
| Coppa Italia     | 1994- presente                   | 48                | 15            | 15            | 18            | 53         | 54          |
| Champions League | 2006                             | 2                 | 0             | 1             | 1             | 2          | 4           |
| Coppa UEFA       | 2002; 2006                       | 4                 | 1             | 1             | 2             | 2          | 5           |
| Totale           | 1986 - presente                  | 1194              | 399           | 412           | 382           | 1307       | 1309        |

Aggiornato al 5 gennaio 2020

## Media spettatori
Media spettatori nelle gare interne di campionato disputate allo Stadio Marcantonio Bentegodi. Dati a partire dalla stagione 1994-1995, quella del debutto del Chievo in Serie B:
| Stagione  | Categoria | Partite interne | Media spettatori |
| --------- | --------- | --------------- | ---------------- |
| 1994-1995 | Serie B   | 19              | 4.335            |
| 1995-1996 | Serie B   | 19              | 5.120            |
| 1996-1997 | Serie B   | 19              | 5.156            |
| 1997-1998 | Serie B   | 19              | 4.135            |
| 1998-1999 | Serie B   | 19              | 3.264            |
| 1999-2000 | Serie B   | 19              | 2.680            |
| 2000-2001 | Serie B   | 19              | 5.139            |
| 2001-2002 | Serie A   | 17              | 16.061           |
| 2002-2003 | Serie A   | 17              | 16.902           |
| 2003-2004 | Serie A   | 17              | 14.868           |
| 2004-2005 | Serie A   | 19              | 12.103           |
| 2005-2006 | Serie A   | 19              | 8.589            |
| 2006-2007 | Serie A   | 18              | 6.719            |
| 2007-2008 | Serie B   | 21              | 7.276            |
| 2008-2009 | Serie A   | 19              | 13.123           |
| 2009-2010 | Serie A   | 19              | 11.944           |
| 2010-2011 | Serie A   | 19              | 12.676           |
| 2011-2012 | Serie A   | 19              | 9.649            |
| 2012-2013 | Serie A   | 19              | 10.134           |
| 2013-2014 | Serie A   | 19              | 9.149            |
| 2014-2015 | Serie A   | 19              | 10.652           |
| 2015-2016 | Serie A   | 19              | 11.247           |
| 2016-2017 | Serie A   | 19              | 11.632           |
| 2017-2018 | Serie A   | 18              | 12.292           |
| 2018-2019 | Serie A   | 19              | 13.138           |
| 2019-2020 | Serie B   | 12              | 3.809            |
| 2020-2021 | Serie B   | -               | -                |
| 2024-2025 | Serie D   | 1               | -                |

## Statistiche individuali
Dati aggiornati al 30 giugno 2025.

### Lista dei capitani
| Calciatore           | Ruolo | Stagioni al club                 | Stagioni da capitano | Presenze | Reti |  |
| -------------------- | ----- | -------------------------------- | -------------------- | -------- | ---- |  |
| …                    |       |                                  |                      |          |      |  |
| Paolo Galli          | C     | 1980-1990                        | 1988-1990 (2)        | ?        | ?    |  |
| Beniamino Montagni   | D     | 1984-1992                        | 1990-1991 (1)        | +151     | 2    |  |
| Rolando Maran        | D     | 1986-1995                        | 1991-1995 (4)        | 280      | 11   |  |
| Maurizio D'Angelo    | D     | 1988-1991, 1991-2003 e 2003-2004 | 1995-2003 (8)        | 333      | 2    |  |
| Lorenzo D'Anna       | D     | 1994-2007                        | 2003-2007 (4)        | 354      | 17   |  |
| Sergio Pellissier    | A     | 2000-2001 e 2002-2019            | 2007-2019 (12)       | 496      | 134  |  |
| Boštjan Cesar        | D     | 2010-2020                        | 2019-2020 (1)        | 226      | 9    |  |
| Emanuele Giaccherini | C     | 2018-2021                        | 2020-2021 (1)        | 75       | 13   |  |
| Federico Tobanelli   | D     | 2024-2025                        | 2024-2025 (1)        | 23       | 0    |  |

### Record di presenze
| Campionato(*) - 496 Sergio Pellissier (2002-2019) - 354 Lorenzo D'Anna (1994-2007) - 330 Maurizio D'Angelo (1988-1989, 1991-2003 e 2003-2004) - 313 Salvatore Lanna (1996-2007) - 301 Luciano (2000-2003, 2004-2013) - 280 Rolando Maran (1986-1995) - 272 Enzo Zanini (1986-1995) - 266 Stefano Sorrentino (2008-2013, 2016-2019) - 242 Ivan Moretto (1988-1999) - 239 Federico Cossato (1997-2008) 239 Përparim Hetemaj (2011-2019) | Coppa Italia - 25 Maurizio D'Angelo (1994-2003, 2003-2004) - 24 Salvatore Lanna (1996-2007) - 20 Lorenzo D'Anna (1994-2007) 20 Daniele Franceschini (1998-2004, 2004-2006) - 19 Federico Cossato (1997-2008) - 18 Sergio Pellissier (2002-2019) - 14 Dario Passoni (1996-2001, 2002-2003) - 13 Fabio Moro (2000-2010) 13 Andrea Zanchetta (1997-2000, 2001, 2003-2006) - 12 Luciano (2000-2003, 2004-2013) 12 Gennaro Sardo (2009, 2009-2017) 12 Lorenzo Squizzi (2005-2014) | Competizioni UEFA - 4 Salvatore Lanna (2002-2003, 2006-2007) 4 Michele Marcolini (2006-2007) 4 Fabio Moro (2002-2003, 2006-2007) 4 Simone Tiribocchi (2006-2007) - 3 Matteo Brighi (2006-2007) 3 Marco Malagò (2006-2007) 3 Davide Mandelli (2006-2007) 3 Andrea Mantovani (2006-2007) 3 Sergio Pellissier (2002-2003, 2006-2007) 3 Paolo Sammarco (2006-2007) 3 Franco Semioli (2006-2007) 3 Vincenzo Sicignano (2006-2007) |

| Serie A - 459 Sergio Pellissier (2002-2007, 2008-2019) - 266 Stefano Sorrentino (2008-2013, 2016-2019) - 239 Përparim Hetemaj (2011-2019) - 231 Luciano (2001-2003, 2004-2007, 2008-2013) - 216 Nicolas Frey (2008-2017, 2018-2019) - 215 Boštjan Cesar (2010-2019) - 199 Salvatore Lanna (1996-2007) - 174 Davide Mandelli (2004-2007, 2008-2012) - 170 Fabio Moro (2001-2007, 2008-2010) - 163 Luca Rigoni (2008-2014) | Serie B - 213 Maurizio D'Angelo (1994-2001) - 193 Lorenzo D'Anna (1994-2001) - 157 Andrea Guerra (1994-2001) - 130 Enrico Franchi (1994-2001) - 123 Giuliano Melosi (1994-1998) - 114 Salvatore Lanna (1996-2001) - 111 Massimo Marazzina (1996-2000) - 106 Dario Passoni (1996-2001) - 105 Federico Cossato (1997-2001, 2007-2008) - 104 Michele Cossato (1994-1997) |

| Serie C1 - 158 Rolando Maran (1989-1994) - 146 Enzo Zanin (1989-1994) - 142 Valter Curti (1989-1994) - 125 Ivan Moretto (1989-1994) - 113 Riccardo Gori (1990-1994) - 92 Dario Lazzarin (1989-1992) - 91 Giuliano Gentilini (1991-1994) - 74 Riccardo Bracaloni (1990-1991, 1992-1994) - 73 Maurizio D'Angelo (1991-1994) - 65 Mario Volcan (1990-1993) | Serie C2 - 100 Rolando Maran (1986-1989) - 99 Flavio Fiorio (1986-1989) - 91 Beniamino Montagni (1986-1989) - 82 Enzo Zanin (1986-1989) - 79 Paolo Galli (1986-1989) - 71 Werner Seeber (1986-1989) - 68 Luigi Perlina (1986-1989) - 63 Valter Curti (1987-1989) - 62 Italo Bertolutti (1986-1988) 62 Dario Lazzarin (1987-1989) |

(*) Limitato ai campionati professionistici (cioè dal 1986)

### Record di marcature
| Campionato - 159 Bruno Vantini (1952-1971) - 134 Sergio Pellissier (2000-2001, 2002-2019) - 59 Riccardo Gregorotti (1973-1976) - 55 Silvino Martinelli (1948-1955) - 48 Federico Cossato (1997-2008) - 47 Flavio Fiorio (1986-1990) - 45 Massimo Marazzina (1996-2000, 2001-2003) - 42 Michele Cossato (1986-1987, 1988-1990, 1991-1997) 42 Alberto Paloschi (2011-2016) - 39 Arnaldo Circa (1960-1966) | Coppa Italia - 5 Sergio Pellissier (2002-2019) - 4 Eugenio Corini (1998-2003) 4 Cyril Théréau (2010-2014) - 3 Amauri (2003-2006) 3 Simone Bentivoglio (2007-2011, 2012-2014) 3 Raffaele Cerbone (1996-1999, 2000-2001) 3 Daniele Franceschini (1998-2004, 2004-2006) 3 Pablo Granoche (2009-2011) 3 Roberto Inglese (2015-) 3 Alberto Paloschi (2011-2016) | Competizioni UEFA - 2 Amauri (2006-2007) - 1 Denis Godeas (2006-2007) 1 Simone Tiribocchi (2006-2007) |

| Serie A - 112 Sergio Pellissier (2002-2007, 2008-2019) - 42 Alberto Paloschi (2011-2016) - 29 Federico Cossato (2001-2007) - 26 Cyril Théréau (2010-2014) - 25 Roberto Inglese (2015-2018) - 18 Valter Birsa (2014-2018) - 17 Amauri (2003-2006) - 16 Massimo Marazzina (2001-2003) - 15 Riccardo Meggiorini (2014-2019) - 15 Simone Tiribocchi (2004-2007) | Serie B - 34 Raffaele Cerbone (1996-1999) - 29 Massimo Marazzina (1996-2000) - 28 Michele Cossato (1994-1997) - 22 Ciro De Cesare (1998-2000, 2000-2001) 22 Sergio Pellissier (2000-2001, 2007-2008) - 19 Federico Cossato (1997-2001, 2007-2008) - 13 Eugenio Corini (1999-2001) 13 Filip Đorđević (2019-) 13 Andrea Zanchetta (1997-2000) - 12 Bernardo Corradi (2000-2001) |

| Serie C1 - 24 Riccardo Gori (1990-1994) - 18 Valter Curti (1989-1994) - 16 Franco Lerda (1990-1991) - 13 Michele Cossato (1989-1990, 1991-1994) - 12 Flavio Fiorio (1989-1990) - 11 Mauro Antonioli (1992-1994) - 10 Giuseppe Folli (1989-1990) - 8 Rolando Maran (1989-1994) - 7 Giuliano Gentilini (1991-1994) 7 Luca Spatari (1992-1994) | Serie C2 - 35 Flavio Fiorio (1986-1989) - 15 Giuseppe Folli (1987-1989) - 6 Italo Bertolutti (1986-1988) 6 Paolo Galli (1986-1989) 6 Dario Lazzarin (1987-1989) - 5 Giovanni Sartori (1986-1989) - 4 Valter Curti (1987-1989) 4 Giacomo Sapienza (1987-1988) - 3 Andrea Florio (1987-1989) - 2 Massimo Beghetto (1988-1989) 2 Rolando Maran (1986-1989) 2 Ivan Moretto (1988-1989) 2 Roberto Notari (1986-1987) |

### Record reti segnate in Serie A per campionato
- 13  Alberto Paloschi (2013-2014)
- 13  Sergio Pellissier (2005-2006 e 2008-2009)
- 13  Massimo Marazzina (2001-2002)